# Von Walter
von Walter är en svensk adelsätt som härstammar från Mecklenburg. Ätten blev adlig när överstelöjtnant Henrik Walter (1630–1690), på sina militära bedrifter, adlades av kung Karl XI den 24 januari 1688 och erhöll  namnet von Walter.

## Historik
Heinrich Walter (1630–1690) kom 1642, under trettioåriga kriget, som föräldralös tolvåring till Västerbottens regemente, som låg i garnison i Wismar i norra Tyskland. Han anmälde sig till krigstjänst hos regementets befälhavare överste Forbus och fick tjänstgöra som trumslagarpojke. År 1644 deltog han i två stora sjöslag på Östersjön då svenskarna besegrade danskarna. Året därpå, 1645, medverkade han vid Sveriges erövring av Jämtland.
Walter deltog i det så kallade tredagarsslaget då svenskarna intog Warszawa 1656.  Han kom också att medverka  i kung Karl X Gustavs belägring och stormning av Köpenhamn med stridigheter vid bland annat Amager 1659. Under kung Karl XI:s befäl kom han med Västerbottens regemente att deltaga i slaget vid Landskrona 1677, som blev en avgörande svensk seger.
Henrik Walters militära befordringsgång var följande: korpral 1645, sergeant 1656, fänrik 1657, kaptenlöjtnant 1659, kvartermästare 1665, kapten 1677, major samma år och överstelöjtnant 1682. Han beviljades avsked ur krigstjänsten den 21 maj 1689. Han hade då medverkat i samtliga de krig, som ledde till Sveriges stormaktsställning.
I det av kung Karl XI utfärdade adelsbrevet framgår att Walter förhöll sig i slaget vid Warzava och vid belägringen av Krakow såsom en behjärtad soldat samt fick av kung Karl XI ett hedrande beröm för sitt manhaftiga uppförande i utfallet vid Kristianstad och bataljen vid Landskrona.
Den 7 februari 1689 introducerades han på riddarhuset med ättenummer 1127. Samtidigt introducerades hans svärson, häradshövdingen Henrik Larsson Winblad (1640–1696), som lade till von Walter till sitt namn. Winblads far, Lars (1600–1674), var kyrkoherde i Sibbo i Nyland. Modern, Kristin (1610–1654), tillhörde den uradliga ätten Jägerhorn af Spurila. Släkten fortlever i Sverige och USA under namnen von Walter och Winblad von Walter.
Henrik von Walter är begravd framför altaret i Bygdeå kyrka. Då kung Karl XI genomförde sin Norrlandsresa 1694 ville han hedra en av sina trogna officerare genom att avlägga ett besök i Bygdeå kyrka. En lokal snickare hade förfärdigat ett epitafium över Henrik von Walter. Kungen underkände det och beordrade sin hovskulptör Burchard Precht att utföra ett nytt. Detta epitafium pryder i dag korväggen i Bygdeå kyrka.